# Я і Мій Комин
«Я і Мій Ко́мин» (англ. I and My Chimney) — оповідання класика американської літератури Германа Мелвілла зі збірки «Яблуневий стіл та інші історії». Вперше опубліковане в журналі «Putnam's Magazine» у березні 1856 року. Сюжет твору описує боротьбу сільського джентльмена за старовинний комин у своєму будинку, проти якого виступають дружина, дочки та їхній спільник — місцевий архітектор Скрайб. Оповідання просякнуте тонким гумором і чудовим знанням людської психології.

## Сюжет

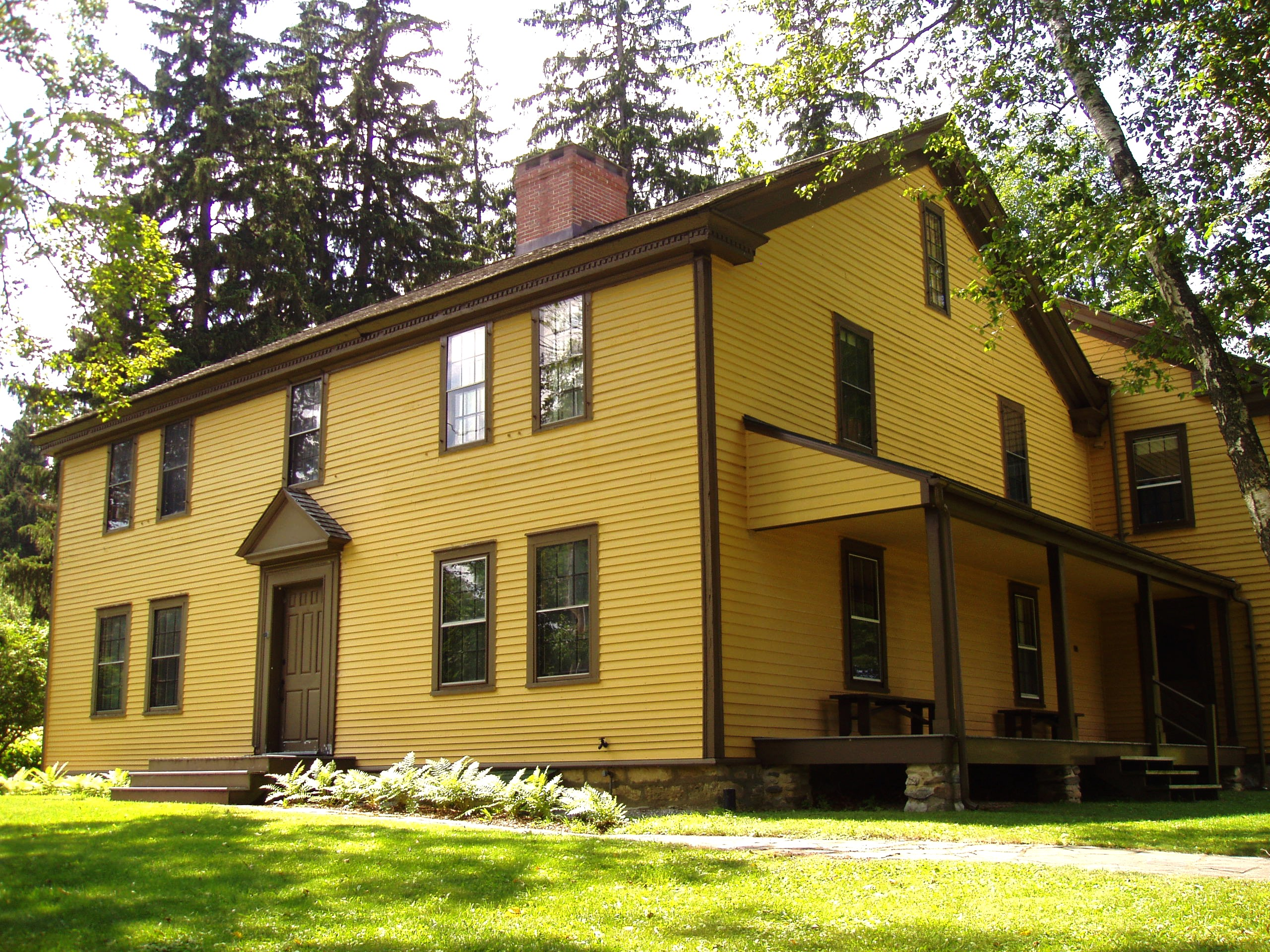
Садиба Германа Мелвілла «Ерроухед», яка послужила прототипом описаному в оповіданні будинку.

Колись давно оповідач придбав великий сільський будинок, в якому щасливо мешкає з дружиною і двома дочками. Старенька садиба поступово руйнується, особливо помітно просідає підлога під масивним комином, фундамент якого знаходиться аж у підвалі. Але якраз комин і є окрасою будівлі. Він настільки великий (144 квадратних фути), що уся архітектура будинку підпорядкована саме цьому центральному елементу. Навколо комина в'ються сходи і групуються кімнати на двох поверхах, утворюючи незбагненні лабіринти. Це створює численні незручності господарям, прислузі, гостям. Але оповідач любить комин і радо проводить біля вогню свої вечори.
Дружина сільського джентльмена дуже енергійна жінка, яка ніколи не знає втоми. Планування, керування і покращення — її життєве кредо. Не дивно, що вона вже давно хоче зробити ремонт і позбутися незручного комина. Разом з дочками господиня психологічно тисне на чоловіка і той погоджується запросити місцевого архітектора Скрайба для консультації. Висновок Скрайба втішний — комин демонтувати можна. До того ж майстер вбачає у цьому зиск, адже велетенська споруда містить у собі хтозна скільки старовинних цеглин. Але в останню мить господар не зраджує своєму «кам'яному другові» і відмовляється від послуг Скрайба. Та архітектор надсилає йому листа, в якому запевняє, що величезний розмір комина вказує на прихований скарб. Власник будинку вбачає у цій недолугій маячні руку дружини, яка змовилася з майстром. Він відмовляється шукати скарб і стійко витримує усі вигадливі пастки коханої жінки.